# Metroxylon
Metroxylon es un género con 26 especies de plantas fanerógamas perteneciente a la familia  de las palmeras (Arecaceae) y el único miembro de la subtribu Metroxylinae.  Son nativos de Samoa Occidental, Nueva Guinea, las Islas Salomón, las Molucas, las islas Carolinas y Fiyi en una diversa variedad de hábitats, son cultivadas hacia el oeste hasta Tailandia y Malasia.

## Descripción
Los troncos de las especies de Metroxylon son solitarios o agrupados en masa, son de gran tamaño y, generalmente, con raíces aéreas.  Todas menos una son monocárpicas, las hojas son pinnadas con  pecíolos y vainas.  Los pecíolos se distinguen por  tener grupos de pequeñas espinas negras.  Todas las especies tienen espinas en el pecíolo y raquis. El fruto es relativamente grande para las palmeras y contienen una semilla.

## Taxonomía
El género fue descrito por Christen Friis Rottbøll y publicado en Nye Samling af det Kongelige Danske Videnskabers Selskabs Skrifter 2: 527. 1783.
Etimología
Metroxylon nombre genérico que se formó a partir de la combinación de dos palabras griegas, metra = "vientre", traducido comúnmente como "corazón" en este contexto y xylon = "madera".

## Especies
- Metroxylon amicarum Becc.
- Metroxylon bougainvillense Becc.
- Metroxylon carolinense (Dingl.) Becc.
- Metroxylon elatum Hort. ex Scheff.
- Metroxylon filare Mart.
- Metroxylon hermaphroditum Hassk.
- Metroxylon sagu Rottb. – palma de sagú
- Metroxylon salomonense (Warb.) Becc. – palma de Salomon
- Metroxylon upoluense Becc.
- Metroxylon vitiense (H.Wendl.) Hook.f. – palma de Viti
- Metroxylon warburgii (Heimerl) Becc.